# Вилла Родэ
«Вилла Родэ», или неофициально Петербургский Яр, — ресторан, кафешантан, кабаре и бордель, существовавший между 1908 и 1917 годами в Санкт-Петербурге по адресу Приморский проспект, 1 / улица Академика Крылова, 2х. Ресторан приобрёл славу, как одно из главных мест для развлечений горожан. «Виллу Родэ» постоянно посещал Григорий Распутин.

## Описание

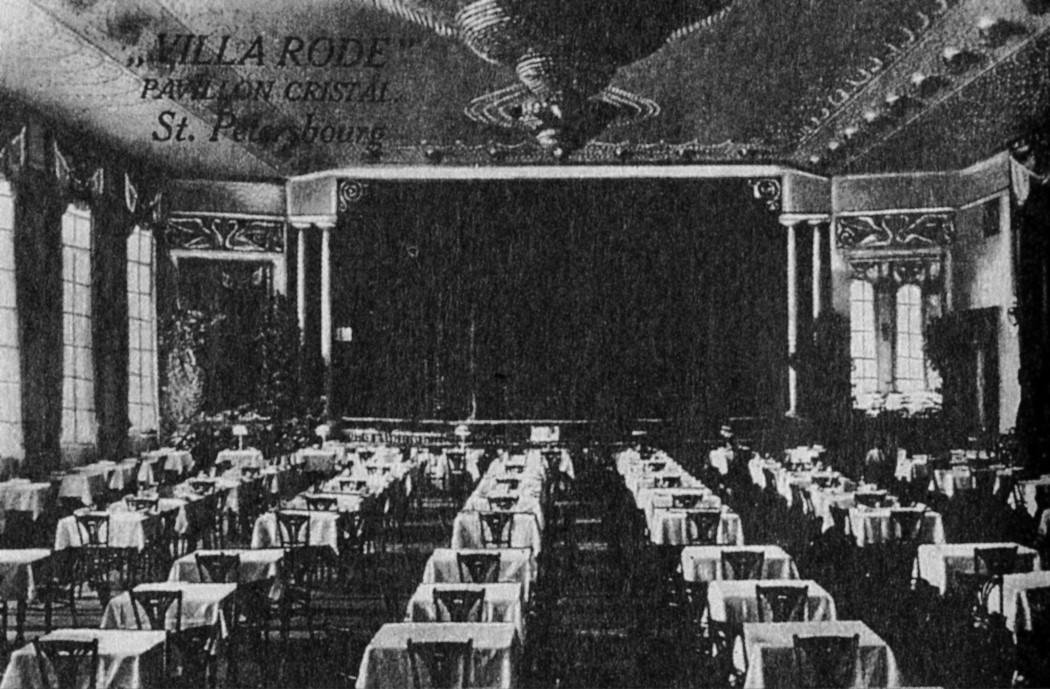
Павильон «Кристалл» (или Хрустальный) «Виллы Родэ»

«Вилла Родэ» была открыта в 1908 году управляющим Крестовским садом Адольфом Родэ на территории бывшего ресторана «Помпей», который в своё время приобрёл сомнительную славу злачного заведения. Главным поваром в ресторане был француз О. Люшар, который также работал в ресторане «Аркадия», открывшемся на месте Минерашек. 
«Вилла Родэ» расположилась в павильоне «Кристалл», построенном также в 1908 году на углу Строгановской улицы и Новодеревенской набережной, там, где ныне находится улица Академика Крылова и Приморский проспект у метро Чёрная Речка. Популярности ресторана способствовало его расположение на территории зелёного сада у центра Петербурга. Посетители могли периодически видеть пароход, курсировавший до центра города.
При ресторане располагались летний театр и летняя веранда-ресторан со сценой, там выступали драматические артисты и певцы. Обеды и ужины сопровождались игрой венгерского ансамбля или хором цыган. На сцене также устраивали танцевальные номера и выступали эстрадные певицы. Часто устраивали откровенного характера «живые картины», вызывавшие восторг у публики.
При «Вилле Родэ» обосновался публичный дом с номерами, отчего заведение приобрело скандальную славу. После вечера на территории ресторана начиналась вакханалия, от чего соблюдавшие социальные нормы женщины не посещали «Виллу Родэ» в это время. Среди «блюд» в меню ресторана входила «Венера» — поднос с голой женщиной, усыпанной цветами и фруктами. Посетители обливали девушек игристым вином и обсыпали ассигнациями, среди меню также были «купание русалок в шампанском» и «танцы одалисок на столах среди посуды».
После введения сухого закона в 1914 году, ресторан подавал алкоголь либо в закрытых кабинетах, либо в чашках, в основном зале.

## Посетители

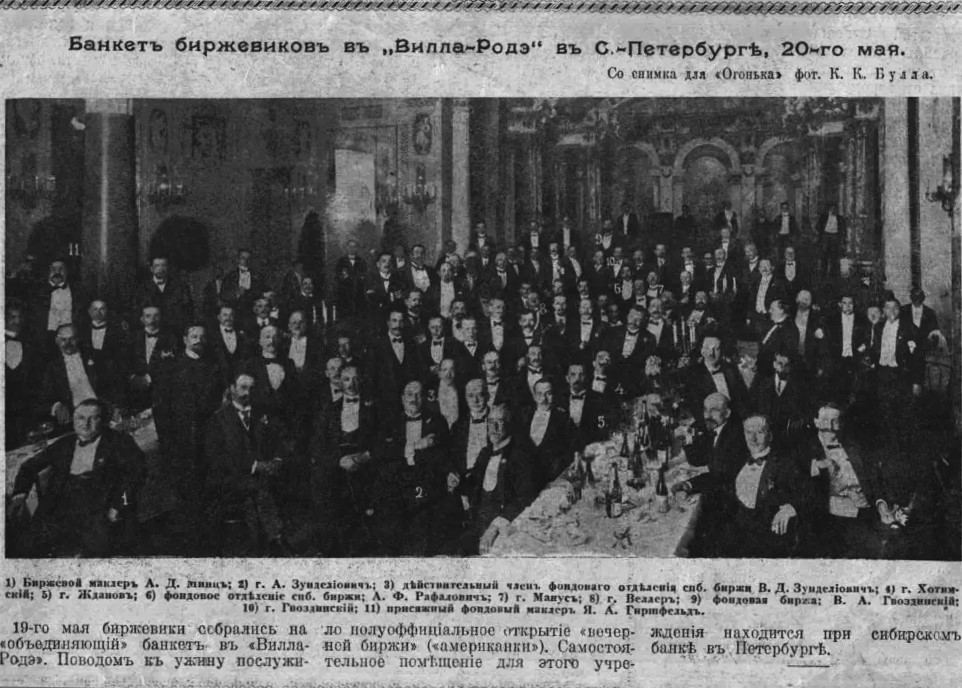
Банкет биржевиков на «Вилле Родэ», 1912 год

Ресторан очень быстро стал знаменитым среди богемы, его часто посещал Блок, Куприн. На сценах выступали Шаляпин, Собинов, Дулькевич и Мозжухин. Ресторан посещали купцы и фабриканты.
Со слов публициста Александра Амфитеатрова, в «Вилле Родэ» кутили как великие князья, золотая молодёжь, представители министерств и царской охраны, так и представители революционного движения, вроде Зиновьева, Луначарского, Дзержинского, развлекавшегося с женщинами, Стеклова, который бежал через задний ход, чтобы не платить, и Ленина, которого однажды в опьяневшем состоянии выносили с территории ресторана. В ресторане в окружении девиц и цыган также постоянно кутил Распутин. В день убийства Распутина заговорщики позвонили работникам ресторана, спросив, был ли старец у них в зале, чтобы следствие подумало, что Распутин якобы пропал по дороге в заведение.
В годы Первой мировой войны в «Вилле Родэ» кутили и тратили крупные средства заработавшие на войне и кризисе спекулянты. Под утро шумные и пьяные толпы разъезжались по домам.

## После революции
Сообщалось, что ресторан был закрыт после февральской революции при временном правительстве и уже в апреле там был открыт политический клуб «Искра», на его открытии выступал Ленин, однако «Петроградский голос» от 1918 года сообщал о том, что ресторан был закрыт в 1918 году формально за нарушение сухого закона. Редакция описала, как отряды красной гвардии и солдаты на автомобилях оцепили «Виллу Родэ» ночью и устроили там обыск на предмет наличия алкоголя, гости утверждали, что принесли собственные бутылки. Красногвардейцы подозревали о наличии тайного погреба и кинули бомбы в подвал ресторана, где пробили брешь в бетонированной стене тайного погреба и нашли там более 10 тысяч бутылок вина, коньяка и ликёра. Вино конфисковали, как и всю столовую посуду, продукты, а также 175 тысяч рублей, драгоценности владельца ресторана и его супруги. Родэ арестовали и он предстал перед революционным трибуналом. Гости ресторана также были захвачены, но затем отпущены после переписи.
Бывший хозяин ресторана Адольф Родэ при содействии Горького сумел пристроиться на работу завхоза в «Доме Учёных», где распределял пайки учёным и обеспечивал им качественное питание в условиях голода. В 1920-е годы Родэ устраивал банкеты. В 1921 году его арестовала ЧК за «спекуляцию продовольственными пайками», после чего судьба Родэ неизвестна. По одной из версий ему удалось сбежать и эмигрировать во Францию, примерно в это время там появился одноимённый ресторан.
В начале 1920-х годов в здании работал кинотеатр «Факел», в конце десятилетия — клуб завода № 23 «Искра». В 1954 году здание сгорело,  и на его месте построили заводской стадион, позже на территории бывшего ресторана построили больницу им. Я. М. Свердлова, на другой части — восстановили парк.